# Dylan Ouédraogo
Dylan Ouédraogo, né le 22 juillet 1998 à Marseille en France, est un footballeur international burkinabé qui possède également la nationalité française et joue au poste de défenseur.

## Carrière

### En club
Formé à l'AS Monaco, il n'a joué qu'avec la deuxième équipe du club monégasque. Le 4 août 2018, il s'engage avec le club chypriote d'Apollon Limassol. La saison suivante, il choisit la Belgique où il signe avec l'OH Louvain.

### En sélection
Le 24 mars 2017, il joue son premier match avec le Burkina Faso contre le Maroc.